# Juliane Marie af Braunschweig-Wolfenbüttel
Juliane Marie af Braunschweig-Wolfenbüttel-Bevern (4. september 1729 – 10. oktober 1796) var dronning af Danmark og Norge fra 1752 til 1766 som ægtefælle til kong Frederik 5.
Juliane Marie var datter af hertug Ferdinand Albert 2. af Braunschweig-Wolfenbüttel og Antoinette Amalie af Braunschweig. Hun blev dansk dronning efter kong Frederik 5.'s første hustrus død. I begyndelsen var hendes popularitet beskeden, fordi folk mente, at ægteskabet var sket for tidligt efter den populære dronning Louises død. Nogen anerkendelse vandt hun ved at pleje kongen til hans død. Men hun vandt folket i takt med Christian den 7.'s fremskridende sindssyge, hans hustrus utroskab og hendes elskers, Johann Friedrich Struensees diktatur. Hun forstod desuden at holde sig i ro og overlade regeringsstyrelsen til erfarne embedsfolk og koncentrere sig om opdragelsen af den kommende konge. Da kronprinsen overtog regeringsmagten, trak Juliane Marie sig atter tilbage til en stille tilværelse.
Juliane Marie og Frederik 5. fik en søn, arveprins Frederik. Hun opdrog ham, kronprins Christian, og kongens tre døtre af 1. ægteskab.
Juliane-Marie Kog er opkaldt efter hende.

## Barndom
Hertuginde Juliane Marie blev født den 4. september 1729 i byen Wolfenbüttel, residensbyen for Fyrsterne af Braunscweig-Wolfenbüttel i det nordlige Tyskland. Hun var det ellevte barn og den sjette datter af den østrigske feltmarskal Ferdinand Albrecht af Braunschweig-Wolfenbüttel-Bevern (1680-1735) og Antoinette Amalie af Braunschweig-Wolfenbüttel (1696-1762). På tidspunktet for hendes fødsel udgjorde hendes familie sidelinjen Braunschweig-Wolfenbüttel-Bevern af fyrstehuset Braunscweig-Wolfenbüttel, men efter sin fætter Ludvig Rudolfs død i marts 1735, arvede hendes far hele Fyrstendømmet Wolfenbüttel og trådte tilbage som feltmarskal. Han døde dog uventet blot et halvt år senere.
Juliane Marie voksede op i den store søskendeflok, der blandt andet talte hertug Karl, der efterfulgte deres far som hertug af Braunschweig-Wolfenbüttel, hertug Anton Ulrik, der blev gift med den russiske regent Anna Leopoldovna, og hertuginde Elisabeth Christine, der blev gift med den preussiske konge Frederik den Store. Hun fik som sine søskende en enkel, meget streng opdragelse, som det var sædvanligt i mange af de mindre tyske fyrstelige familier. Som barn synes hun i lighed med flere medlemmer af Huset Braunschweig at have stammet.

## Ægteskab
I 1752 blev der indgået aftale om et dynastisk ægteskab mellem hertuginde Juliane Marie og den dansk-norske monark, kong Frederik 5., der året forinden var blevet enkemand ved den populære dronning Louises død. Ægteskabet blev arrangeret af kongens favorit, rådgiver og ven, den magtfulde overhofmarskal Adam Gottlob Moltke, som mente, at det var bedst, at kongen giftede sig igen så hurtigt som muligt, i et forsøg på at stabilisere hans adfærd. Ægteskabet kom ikke i stand på de bedste betingelser: kongen ville helst have ægtet en engelsk prinsesse, men der var ingen i en passende alder. En tid tænkte kongen på at ægte Moltkes ganske unge datter, komtesse Catharine Sophie Wilhelmine, men dette forhindrede Moltke selv ved straks at arrangere et ægteskab for sin datter med lensgreve Hannibal Wedell til Wedellsborg. Moltke henledte da kongens opmærksomhed på Juliane Marie. Hendes portræt, der blev skaffet til veje, fandt kongens bifald, og baron F.L. Dehn, medlem af konseillet, blev sendt til Braunschweig, hvor han nøje kendte personligheder og forhold, for at skaffe nærmere oplysninger om hende. Da de var heldige, kom ægteskabet snart i stand.
Den 8. juli 1752 blev brylluppet fejret på Frederiksborg slot, og Juliane Marie blev kronet samme dag. Ved brylluppet blev Juliane Marie blev stedmoder til kongens børn: kronprins Christian og prinsesserne Sophie Magdalene, Vilhelmine Caroline og Louise. Hun fødte selv kongen en søn, arveprins Frederik, deres eneste fælles barn, i 1753.

## Dronning
Uagtet at hun så godt ud og var velbegavet, syntes folket ikke om dette ægteskab, der kom så hurtigt efter den almindeligt elskede dronning Louises død. Af hendes dagbogsnotater fremgår det, at hun levede et stille og tilbagetrukket liv beskæftiget med de mange børn.
Det er sigende, at Ove Høegh-Guldberg i 1761 blev kaldt som lærer for arveprins Frederik, fordi dronning Juliane Marie ønskede, at han skulle opdrages på dansk.
Kongen var kun nødig - tvunget af sine omgivelsers indtrængende råd - gået ind på dette ægteskab, der ikke bragte dronningen lykke, skønt hun blev moder til en søn, arveprins Frederik. Hun formåede ikke at vinde sin ægtefælles hengivenhed og måtte med dyb smerte se ham vedblive med det vilde liv, der så tidligt lagde ham i graven; men heller ikke folkets hjerte kunne hun nå trods al sin hæderlighed, besindighed og i det hele taktfulde optræden, hvad der vel til dels var en følge af, at hun havde den forgudede dronning Luise til forgænger på tronen. Men især skyldtes det hendes tilbageholdne, kølige, på det forstandsmæssige anlagte karakter, der syntes næsten at have manglet evnen til at vække sympati. Som regerende dronning var hun temmelig overset ved hoffet og prøvede ikke trods sin svoger Frederik 2. af Preussens tilskyndelse på at vinde politisk indflydelse.
Da Frederik V blev alvorligt syg, plejede hun ham efter bedste evne. Ikke mindre viste hun takt ved i disse år helt at holde sig borte fra regeringssagerne. Karakteristisk er det, at skønt Frederik 2. af Preussen helst havde set J.H.E. Bernstorff fjernet fra styrelsen i Danmark, så lod Juliane Marie sig ikke udnytte - trods hendes og Frederik den stores gode forbindelse.

## Enkedronning
I 1766 døde Frederik 5. kun 42 år gammel, hvorefter den kun 17 årige kronprins Christian blev konge. Den unge konge begyndte et liv med udskejelser. Han frekventerede Københavns bordeller, hvor han især var sammen med en prostitueret med øgenavnet "Støvlet-Cathrine", hvis borgerlige navn var Anna Cathrine Benthagen, bosat i Vandkunsten. Kongen kunne få raserianfald og udøvede hærværk. For at dæmme op for problemerne, som var udslag af frustrationer, valgte hoffet at sende kongen på en udlandsrejse.
Senere samme år (1768) vendte kongen hjem, og i hans følge var en tysk læge ved navn Johann Friedrich Struensee. Struensee blev knyttet til hoffet, da han havde en god virkning på kongens sindstilstand. Den reformivrige Struensee udmanøvrerede efterhånden forskellige embedsmænd som Bernstorff. Ikke alene havde Struensee magten, han havde også vundet den unge dronning Caroline Mathildes hjerte, og da dronningen fødte prinsesse Louise Augusta 7. juli 1771, var det den almindelige mening, at Struensee var barnets fader, uanset at kongen anerkendte faderskabet.

### År i ubemærkethed
Snart efter at Christian VII havde besteget tronen i 1766, begyndte en tilsidesættelsernes tid for Juliane Marie. Den kærlighed, hun søgte at vise den unge konge, besvarede han med kulde, og endnu værre blev det, da Struensee kom til magten. Caroline Mathilde kunne ikke lide hende, og kongen og hans yndlinger kappedes om at behandle hende hensynsløst. Der var, fortæller Reverdil, aldrig tale om, at kongen eller dronningen om sommeren ville besøge hende, uagtet hendes opholdssted Fredensborg Slot kun lå 2 mile fra Hirschholm Slot, og når man en gang imellem for skams skyld indbød hende til taffel på dette slot, blev hun således overset, at hun måtte ønske sig langt bort. Til drillerierne og tilsidesættelserne kom nu også, som det med rette er blevet bemærket, at hun, når hun så Struensees forhold til Caroline Mathilde, måtte føle harme ved den tanke, at en i virkeligheden illegitim, men efter navnet kongelig yngre slægt kunde opstå, der trådte i vejen for, at hendes egne efterkommere nogen sinde kunne komme på tronen. Man kan tænke sig, med hvilke følelser hun – så at sige ex officio – har holdt den lille Louise Augusta over dåben.
Enkedronningens tilværelse var således præget af en sindssyg konges, en utro dronnings og en diktatorisk selvherskers uforskammetheder. Den unge konge gjorde sig en glæde af at afslå selv de ubetydeligste anmodninger fra hendes side, lige som hun og arveprinsen ved enhver lejlighed blev tilsidesatte, men hun fandt sig tålmodig i alt, selv i Struensee’s hensynsløse og plumpe drillerier, og det var først, da man havde gjort det indlysende for hende hvilke følger, Struensee’s forhold til Caroline Mathilde med tiden kunne få for kongehuset, og da man så at sige satte hende kniven på struben, at hun overvandt sin ulyst til at træde frem på scenen. Da sammensværgelsen imod den utro dronning og hendes diktatoriske elsker var ved at danne sig, var hendes ansvarsfølelse stor nok og hendes forbitrelse stærk nok til, at hun var rede til at påtage sig den rolle, de sammensvorne, særlig Guldberg, kaldte hende til. De forstod at gøre gældende for hende, at der var de farligste planer i gærde fra Struensees side, og at staten gik sin undergang i møde, hvis hun ikke trådte til. Juliane Marie havde i den kritiske situation storhed nok til at overvinde den tilbageholdenhed, som hidtil havde præget hendes optræden.
Den 17. januar 1772 fandt et kup sted, der medførte, at Struensee og hans ungdomsven Enevold Brandt blev arresteret tillige med dronning Caroline Mathilde. Juliane Marie havde aftenen forinden fået stedsønnen til at underskrive deres arrestordrer. Efterfølgende nedsattes en kommissionsdomstol. Anklagerne lød på krænkelse af den enevældige majestæt. Begge blev dømt skyldige. Struensee og Brandt blev henrettet og den unge dronning Caroline Mathilde forvist til Celle.
Nicolai Abildgaard fortæller, at hun havde en kikkert på sit værelse indstillet så hun kunne se Struensees lig på stejlen ude på Øster Fælled.

### Regenten
Med eet slag var enkedronningen blevet midtpunktet i hoffet og statsstyrelsen; hyldet og lovprist fra alle sider stod hun som den ledende personlighed i dansk politik i de følgende 12 år. Historikeren P.F. Suhm skrev: "Saa længe danske og norske Helte ere til, skulle Julianes, Friderichs Ros vedvare, men ej forøges, thi det er umuligt. Verden vil altsaa før blive til intet, end deres Ære forgaa." Hun blev åbenbart beruset ved alt dette, så hun endog fandt behag i, at den sindssyge konge hver 17. januar afskrev og sendte hende et ham forelagt dansk eller fransk brev, hvori han den ene gang efter den anden som den ydmyge søn i en mere eller mindre sødlig stil takkede hende, fordi hun med fare for sit liv havde frelst ham hin dag i året 1772. "Allerkjæreste, søde Mama, var jeg i dette Øjeblik paaklædt, saa løb jeg vist op til dig og kyssede dine søde Hænder tusende Gange", hedder det i et af dem.
Den ordning af styrelsen, der fandt sted efter 17. januar 1772, gav hende ikke formelt nogen ny stilling. Hun var og blev kun arveprinsens moder, men på grund af kongens sindssvaghed og hendes betydelige overlegenhed over arveprinsen blev hun afgjort kongefamiliens vigtigste medlem. Skønt det vistnok kun var i den første tid, at hun tiltog sig at overvære statsrådets forhandlinger, fulgte hun dog åbenbart nøje i det mindste en del af de vigtige statssager. Hun førte en livlig brevveksling om statens forhold udad til med sin svoger Frederik den store, der synes at have sat virkelig pris på hende og var galant nok til at behandle hende som om, hun var den enerådende i regeringen.

#### Ansvarlig regering
Sit væsen tro deltog hun kun sjældent direkte i statssagernes afgørelse, og skønt kabinetsregeringssystemet kunne give hende lejlighed nok til at gøre sin vilje gældende, indskrænkede hun sig dog som regel til at øve indflydelse på områder, der havde hendes særlige interesse, som udenrigspolitikken, mens hun mere og mere overlod den øvrige styrelse til sine omgivelser, især Guldberg for de senere års vedkommende. Man kan se dette som udtryk for manglende personlig selvstændighed til at give sine tanker udslag i virksom praksis men snarere har det været erkendelse af de faktiske magtforhold ved hoffet, der bevirkede, at hun fulgte de råd, som hendes omgivelser gav. Ved forholdenes magt kom hun til at stå forrest blandt den kongelige families medlemmer, men styrer og leder i egentlig forstand blev hun ikke. Det er muligt og forståeligt, at hun efter så mange års tilsidesættelse kunne føle glæde ved at lade folk mærke, at det nu var nødvendigt at tage tilbørligt hensyn til hendes ønsker. Beskyldninger mod hende for intriger er ganske uberettigede, den slags stemte ikke med hendes ubestridelige hæderlighed; uden vaklen fulgte hun Guldberg i hans nationale bestræbelser, og hun kunne vise megen takt i omtalen selv af politiske modstandere. Blandt hendes personlige fortjeneste er, hun senere skænkede midlerne til Fødselsstiftelsen i København.
Enkedronning Juliane Marie og Høegh-Guldberg indførte et konservativt styre: de reformer, som Struensee havde indført, blev sat ud af kraft. Juliane Marie uddelte mange titler og ordener – muligvis som et middel til at holde sig ved magten.

#### National propaganda
Hun havde større held med at drive propaganda for sit styre. Hun ville fremstå som landets moder, som en mild og fornuftig moder, der kun ville sit folk det bedste. En del af propagandaen kan ses i Nordmandsdalen ved Fredensborg Slot og ved Jægerspris Slot, hvor en jættestue fra stenalderen af Ove Høegh-Guldberg blev indrettet som et nyklassicistisk monument i national dansk stil og under navnet "Julianehøj" til enkedronningens ære. Monumentets indretning blev overdraget tidens førende billedhugger, Johannes Wiedewelt, som omdannede den oprindelige gravhøj til et stramt geometrisk anlæg for enden af en allé af klippede lindetræer opdelt i terasser beplantede med træer og stokroser. To græstrapper førte op til første afsats, hvor der på en kredsgang blev opstillet syv ens marmorstøtter med navne på "fordums hedenske konger" som Dan, Skjold, Harald Hildetand, Gorm den Gamle, Frode Fredegod, Harald Hårfager (repræsenterende Norge) og Wittekind (en saksisk konge, der havde ledet et oprør mod Karl den Store og som blev regnet blandt den oldenborgske kongeslægts stamfædre). To trapper førte op til højens flade top, hvor der blev opsat et bord og bænke samt senere en norsk runesten. Inde i gravkammeret blev lagt et klinkegulv og etableret en kampestensbænk langs den ene væg. Ved besøg blev tændt en olielampe efter klassisk mønster. Endelig blev der rejst en marmorportal foran indgangen til kammeret, der var blevet skabt ved en udgravning. Her opsattes en tavle med teksten "Julianehøj. Til den bedste moders minde helliges dette ældgamle mindesmærke. Fundet i året 1776 af arveprins Friderich."

#### Støtte til handel og industri
Hendes "regeringstid" faldt sammen med den florissante periode i Danmark. Handelen blomstrede, købmænd blev rige og der var fred. I de gode år hentede danske kompagnier store overskud på den asiatiske og vestindiske handel. Denne blomstringstid var i ikke ringe grad styrets fortjeneste: det foretog en oprustning imod krigstruslen fra Sverige, det støttede både industri og handel og måtte træde til, da de gode konjunkturer under den nordamerikanske frihedskrig 1776-1783 afsluttede og bevirkede, at mange handelshuse truede af sammenbrud måtte bede staten om hjælp. Statens hjælp kostede dyrt og bidrog til, at både seddelmængden i omløb og statens låntagning i Kurantbanken voksede til uanede højder.
Den kongelige Porcelænsfabrik blev grundlagt i 1775 med Enkedronningen som protektor, 200 år senere er et spisestel opkaldt efter hende.

#### Hjælp til familien
I 1780 foranledigede Juliane Marie, at de fire overlevende børn af hendes storebroder Anton Ulrik af Braunschweig blev inviteret til Danmark efter frigivelsen fra russisk fangenskab. De var alle født i fangenskab i Rusland, efter at deres broder, Ivan 6. af Rusland, var afsat fra tronen. De fire – Katharina (26. juli 1741 – 21. april 1807), Elisabeth (16. november 1743 – 20. oktober 1782), Peter (30. marts 1745 – 13. januar 1798) og Alexej (10. marts 1746 – 21. oktober 1787) – levede resten af deres liv i Horsens.

#### Opdragelsen af kronprinsen
Efter at have overladt store dele af statsstyrelsen til erfarne embedsmænd synes hun i stedet at have lagt vægt på med stort ansvar at udføre den også ved en kongelig skrivelse pålagte opgave, der var blevet overdraget hende at have det øverste tilsyn med kronprinsens og hans søsters opdragelse. Skønt valget af general Eickstedt til overhofmester for prinsen ikke var heldigt, må hans opdragelse og undervisning i det hele siges at have været forsvarlig. Derimod led hun ganske skibbrud i sit personlige forhold til kronprinsen. Han har tidlig vidst besked om hvordan, forholdet havde været imellem hende og hans moder, og selv efter dennes død i 1775 kan dette have gjort det vanskeligt for enkedronningen at vinde hans tillid. Dette var ikke blot til stor skade for ham, men blev også uheldigt for hende selv, og det så meget mere som hun havde ondt ved at give afkald på at få noget at sige hos kronprinsen også, når han blev voksen.
Da kronprinsen skulle konfirmeres i april 1784 for der efter at indtage en plads i statsrådet, overrakte Juliane Marie ham en række, med hendes egen hånd nedskrevne regeringsregler. Lige så sikkert det er, at hun var ude af stand til at skrive et så godt dansk sprog som det, hvori de er forfattede, og at hun altså har brugt en andens, rimeligvis Guldbergs, hjælp til formuleringerne, lige så lidt er der grund til at tvivle om, at de, hvad tanker og meninger angår, i hovedsagen er hendes eget arbejde. De indeholdt adskilligt forstandigt og velment, men de var tillige karakteristiske, ikke blot ved det ret konservative præg, de havde, men tillige ved den formaning, som de indeholdt til tronarvingen om, at han for fremtiden skulle hjælpe hende og arveprinsen.

### Magtoverdragelsen
Enkedronningen, Høegh-Guldberg og arveprins Frederik forsøgte at knytte den unge kronprins Frederik til sig sandsynligvis i et forsøg på at fastholde magten. Det fremgår af de af hende forfattede regeringsregler, som var bestemte for kronprinsen, at Juliane Marie indså, at magten efter hans konfirmation måtte glide over i hans hænder, men lige så sikkert er det, at hun har ventet også efter den tid at kunne bevare en betydelig indflydelse for sig selv, arveprinsen og Guldberg. Regeringsforandringen af 14. april 1784 blev hende derfor en bitter skuffelse, der et øjeblik fyldte hende med ustyrlig vrede, men hun fandt sig hurtig til rette i de forandrede forhold og prøvede siden aldrig på at genvinde noget af sin tidligere betydning. I det ydre vedblev forholdet mellem hende og kronprinsen at være godt, og resten af hendes dage hengled i et stille privatliv, som det synes uden andre sorger end dem, hendes stadige pengeforlegenhed voldte hende.
Hendes loyalitet var ubestridelig. Det var forgæves, at den svenske konge Gustav III af Sverige forsøgte at bringe hende til at få en
revolution imod kronprinsen i stand i 1785; hun var for fornuftig og loyal til dette.
Da Christiansborg Slot brændte i 1794 gik hun ud fra, at branden var påsat, og at pøbelen ville storme slottet og dræbe hende. Hun troede fejlagtigt, at det drejede sig om uroligheder som de samtidige i Paris. Den franske revolution var hende en kilde til stor frygt.

## Internationale forbindelser
Hun var en internationalt respekteret enkedronning og korresponderede blandt andre med Frederik den Store af Preussen og Katarina den Store af Rusland.

## Død og begravelse
Efter en enkestand på over 30 år døde Enkedronning Juliane Marie 67 år gammel den 10. oktober 1796 på Fredensborg Slot. Hendes død gik temmelig upåagtet hen. Enkedronning Juliane Marie blev begravet i Roskilde Domkirke i en klassicistisk kiste tegnet af Nicolai Abildgaard.